# Kim-Rune Hansen
Kim-Rune Hansen (ur. 8 czerwca 1988 w Hamar) – norweski snowboardzista. Nie startował na igrzyskach olimpijskich. Jego najlepszym wynikiem na mistrzostwach świata w snowboardzie było 12. miejsce w Big Air na mistrzostwach w Arosa. Najlepsze wyniki w Pucharze Świata osiągnął w sezonie 2007/2008, kiedy to zajął 32. miejsce w klasyfikacji generalnej, a w klasyfikacji Big Air był piąty. Jest brązowym medalistą mistrzostw świata juniorów w Big Air z 2007 r.

## Sukcesy

### Mistrzostwa Świata
| Miejsce | Dzień       | Rok  | Miejscowość | Konkurencja | Zwycięzca    |
| ------- | ----------- | ---- | ----------- | ----------- | ------------ |
| 35.     | 23 stycznia | 2009 | Kangwŏn     | Halfpipe    | Ryō Aono     |
| 12.     | 24 stycznia | 2009 | Kangwŏn     | Big Air     | Markku Koski |

### Puchar Świata

#### Miejsca w klasyfikacji generalnej
- 2002/2003 – –
- 2003/2004 – –
- 2004/2005 – –
- 2005/2006 – 91.
- 2006/2007 – 127.
- 2007/2008 – 83.
- 2008/2009 – 152.

#### Miejsca na podium
1. Valmalenco – 14 marca 2008 (Big Air) – 1. miejsce